# Babylon (film, 2022)
A Babylon 2022-es amerikai filmdráma, melyet Damien Chazelle írt és rendezett. A film főszereplői Brad Pitt, Margot Robbie, Diego Calva, Jean Smart, Jovan Adepo és Li Jun Li. A cselekmény több szereplő felemelkedését és bukását mutatja be Hollywood némafilmről hangosfilmre való átállása során az 1920-as évek végén.
Chazelle 2019 júliusában kezdte el a film fejlesztését, a Lionsgate pedig a projekt megvásárlásának éllovasa volt. Bejelentették, hogy a Paramount Pictures 2019 novemberében világszerte jogokat szerzett. A főszereplők nagy része 2020 januárja és 2021 augusztusa között csatlakozott a projekthez, a forgatás pedig Los Angelesben zajlott 2021 júliusa és októbere között.
A Babylon premierjét a Los Angeles-i Samuel Goldwyn Színházban mutatták be 2022. november 14-én, az Egyesült Államokban pedig december 23-án debütált a mozikban. A film nagyon megosztotta a kritikusokat, akik általában dicsérték a filmet, a partitúrát és a díszletet, de élesen megosztotta őket a rendezés, a forgatókönyv, a grafikai tartalom és a játékidő. A film több mint 30 millió dollár bevételt hozott a 78-80 millió dolláros gyártási költségvetés mellett. Ennek ellenére öt jelölést kapott a 80. Golden Globe-díjátadón (köztük a legjobb film – musical vagy vígjáték, a legjobb eredeti filmzene díja), kilenc jelölést kapott a 28. Critics' Choice Awards-on (köztük a legjobb film), három jelölést a 76. BAFTA-díjátadóra és három jelölés a 95. Oscar-gálára.

## Szereplők
| Szerep                | Színész             | Magyar hang    | Megjegyzés                                                    |
| --------------------- | ------------------- | -------------- | ------------------------------------------------------------- |
| Manuel "Manny" Torres | Diego Calva         | Király Dániel  | Egy mexikói filmes, aki nagyobb szerepre vágyik a filmiparban |
| Nellie LaRoy          | Margot Robbie       | Peller Mariann | Egy feltörekvő színésznő és Manny szerelme                    |
| Jack Conrad           | Brad Pitt           | Stohl András   | A népszerű némafilmsztár                                      |
| James McKay           | Tobey Maguire       | Csőre Gábor    | Maffiafőnök                                                   |
| Elinor St. John       | Jean Smart          | Takács Katalin | Újságíró                                                      |
| Sidney Palmer         | Jovan Adepo         |                | Egy jazztrombitás                                             |
| Lady Fay Zhu          | Li Jun Li           |                | Egy kínai-amerikai kabaréénekes, aki filmekhez is ír zenéket  |
| Ruth Adler            | Olivia Hamilton     |                | Rendező                                                       |
| Max                   | P. J. Byrne         |                | Ruth rendezőasszisztense                                      |
| George Munn           | Lukas Haas          |                | Filmproducer                                                  |
| Gróf                  | Rory Scovel         |                | Egy filmes drogdíler                                          |
| Estelle Conrad        | Katherine Waterston |                | Egy színpadi színésznő és Jack harmadik felesége              |
| Bob Levine            | Flea                |                | A stúdió vezetője                                             |
| Irving Thalberg       | Max Minghella       |                | A stúdió vezetője                                             |
| Don Wallach           | Jeff Garlin         | Faragó András  | A stúdió vezetője                                             |
| Robert Roy            | Eric Roberts        |                | Nellie apja                                                   |
| Wilson                | Ethan Suplee        |                | James testőre                                                 |
| Constance Moore       | Samara Weaving      |                | Nellie riválisa                                               |
| Ina Conrad            | Olivia Wilde        |                | Jack volt felesége                                            |
| Otto Von Strassberger | Spike Jonze         |                | Német filmrendező                                             |
| Charlie               | Joe Dallesandro     |                | Fényképész                                                    |

### Magyar változat
- Magyar szöveg: Speier Dávid
- Hangmérnök: Tóth Péter Ákos\Középen Péter
- Szinkronrendező: Nikodém Zsigmond

A szinkront a Mafilm Audio Kft. készítette.

## A film készítése

### Fejlesztés

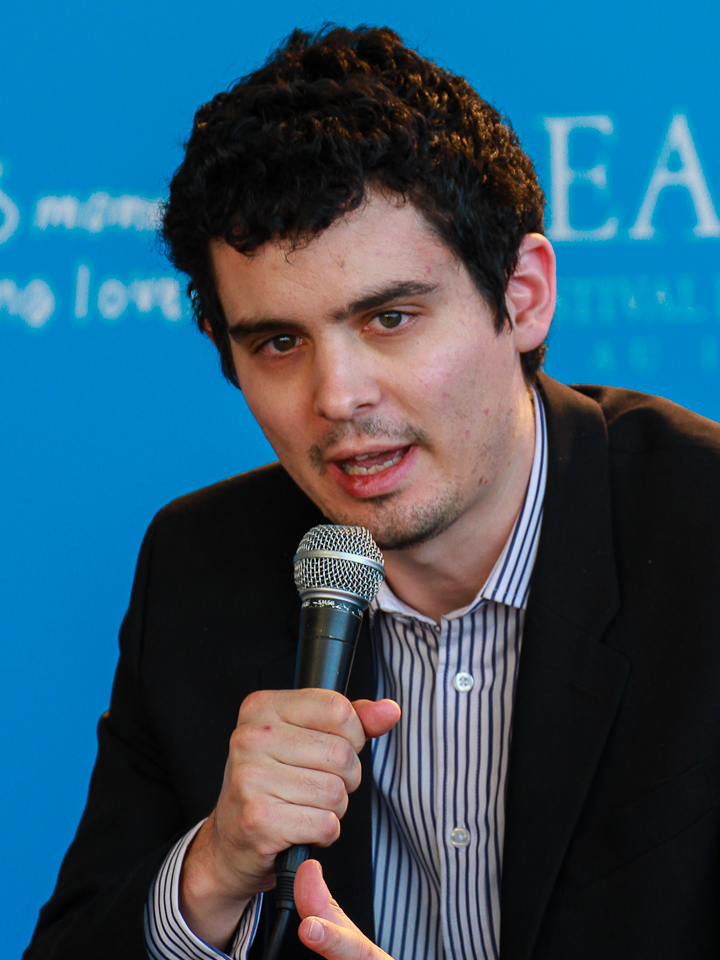
Damien Chazelle, a film rendezője

2019 júliusában jelentették be, hogy Damien Chazelle készíti a következő projektjét, egy korabeli drámát, amely Hollywood aranykorában játszódik. A Lionsgate  volt a projekt megvásárlásának éllovasa, Emma Stone-nal és Brad Pitttel a főszerepben. Novemberben a Paramount Pictures megszerezte a projekt világszintű jogait. Pitt 2020 januárjában megerősítette részvételét, és úgy írta le, hogy a film akkor játszódik, "amikor a némafilm hanggá változott". Pitt John Gilbert színész-rendező mintájára készült a karaktert alakítani.
2020 decemberében Margot Robbie már korai tárgyalásokat folytatott Stone leváltásáról, aki az ütemezési konfliktusok miatt kilépett a filmből, és Li Jun Li is kapott szerepet. Robbie után Jovan Adepo és Diego Calva is csatlakozott hozzá.
Júniusban Katherine Waterston, Max Minghella, Flea, Samara Weaving, Rory Scovel, Lukas Haas, Eric Roberts, P.J. Byrne, Damon Gupton, Olivia Wilde, Spike Jonze, Phoebe Tonkin és Tobey Maguire (aki producer is egyben) csatlakozott a szereplőgárdához.  2021 júliusában Jean Smart,  majd 2021 augusztusában Chloe Fineman, Jeff Garlin, Telvin Griffin  és Troy Metcalf is csatlakozott a film szereplőgárdájához.

### Forgatás
A forgatást eredetileg Kaliforniában, 2020 közepén tartották volna, de a COVID járvány miatt elhalasztották. A forgatás 2021. július 1-jén kezdődött, és 2021. október 21-én fejeződött be.  A Shea kastélyát használták a kastély külső felvételeihez a nyitóparti jelenetben, a belső felvételeket pedig az Ace Hotelben forgatták.

### Zene
Justin Hurwitz, Chazelle gyakori munkatársa, komponálta a film zenéjét. A zenéből két szám, a "Call Me Manny" és a "Voodoo Mama" 2022. november 10-én jelent meg digitálisan, az utóbbi szám a film első előzetesének aláfestésére szolgál. A filmzene albumot az Interscope Records adta ki 2022. december 9-én.

## Premier
A Babylont először 2022. november 14-én vetítették a kritikusok és a szakmabeliek számára a Los Angeles-i Samuel Goldwyn Színházban, másnap pedig New Yorkban.  A film Amerikában 2022. december 23-án jelent meg  azután, hogy a filmet eredetileg 2021. december 25-re tervezték, de később egy egész évre elhalasztották. Magyarországon a film premierje 2023. január 19-én volt.

### Marketing
A Babylon első előzetesét 2022. szeptember 12-én mutatták be a 2022-es Torontói Nemzetközi Filmfesztiválon, egy rendezvényen Chazelle-lel és a TIFF vezérigazgatójával, Cameron Bailey-vel. Másnap kiadták a film hivatalos plakátjait.  Figyelembe véve a cenzúrázatlan meztelenséget, káromkodást és kábítószer-használatot, több publikáció a trailer hangulatát olyan filmekhez hasonlította, mint a Wall Street farkasa (2013)  és A nagy Gatsby (2013), amelyben Robbie és Maguire a főszereplő. 2022. november 21-én jelent meg egy videó a forgatásról és az előkészületekről. 2022. november 28-án adták ki a film második, egyben utolsó előzetesét, valamint a mozikba kerülő posztert.

## Visszajelzések

### Bevétel
2023. január 26-áig a Babylon 15,4 millió dollárt termelt az Egyesült Államokban és Kanadában, valamint 15 millió dollárt más területeken, összesen 30,3 millió dollárt.  Az alacsony bevételeket a rossz időzítéssel magyarázzák, ugyanis a film kis eltéréssel ugyankkor debütált, mint az új Avatar film.

## Díjak
| Díj              | Díjátadó          | Kategória                                      | Jelölt                           | Eredmény |
| ---------------- | ----------------- | ---------------------------------------------- | -------------------------------- | -------- |
| Golden Globe-díj | 2023. január 10.  | legjobb filmmusical vagy vígjáték              | Babylon                          | Jelölve  |
| Golden Globe-díj | 2023. január 10.  | legjobb férfi főszereplő(komédia vagy musical) | Diego Calva                      | Jelölve  |
| Golden Globe-díj | 2023. január 10.  | legjobb színésznő (komédia vagy musical)       | Margot Robbie                    | Jelölve  |
| Golden Globe-díj | 2023. január 10.  | legjobb férfi mellékszereplő                   | Brad Pitt                        | Jelölve  |
| Golden Globe-díj | 2023. január 10.  | legjobb eredeti filmzene                       | Justin Hurwitz                   | Elnyerte |
| BAFTA-díj        | 2023. február 19. | legjobb jelmeztervezés                         | Mary Zophres                     | Jelölve  |
| BAFTA-díj        | 2023. február 19. | legjobb filmzene                               | Justin Hurwitz                   | Jelölve  |
| BAFTA-díj        | 2023. február 19. | legjobb díszlet                                | Florencia Martin Anthony Carlino | Elnyerte |
| Oscar-díj        | 2023. március 12. | legjobb eredeti filmzene                       | Justin Hurwitz                   | Jelölve  |
| Oscar-díj        | 2023. március 12. | legjobb látványtervezés                        | Florencia Martin Anthony Carlino | Jelölve  |
| Oscar-díj        | 2023. március 12. | legjobb jelmez                                 | Mary Zophres                     | Jelölve  |